# Списак градова у Ирану
Према подацима из 2006. у Ирану је живело 70.049.262 становника. Уједињене нације објавиле су да је 67% иранског житеља 2005, живело у урбаним подручјима што је велики скок у односу на 1950-ту када их је било око 27%. У Ирану је 2011. постојало шест милионских градова и чак седамдесет и шест оних у којима је живело више од 100.000 људи. 

## Градови са преко 1.000.000 становника
| Ранг | Град    | Провинција         | Популација |
| ---- | ------- | ------------------ | ---------- |
| 1    | Техеран | Техеран            | 8.154.051  |
| 2    | Мешхед  | Разави Хорасан     | 2.749.374  |
| 3    | Табриз  | Источни Азербејџан | 2.187.998  |
| 4    | Исфахан | Исфахан            | 1.756.126  |
| 5    | Караџ   | Техеран            | 1.614.626  |
| 6    | Шираз   | Фарс               | 1.460.665  |